# Clematis tunisiaca
Clematis tunisiaca är en ranunkelväxtart som beskrevs av Wen Tsai Wang. Clematis tunisiaca ingår i släktet klematisar, och familjen ranunkelväxter. Inga underarter finns listade i Catalogue of Life.